# Bankpower
Die Bankpower GmbH ist ein Personaldienstleister und Joint Venture der Deutsche Bank AG und Manpower GmbH & Co. KG Personaldienstleistungen, das seit 1998 am Markt etabliert ist.
Das Unternehmen ist spezialisiert auf die Personalüberlassung und -vermittlung und das Projekt- und Interim-Management innerhalb der Finanz- und Versicherungsbranche. Bankpower ist bundesweit an 10 Standorten tätig.
Bankpower hat sich dem Branchentarifvertrag von BZA (Bundesverband Zeitarbeit Personal-Dienstleistungen), heute Gesamtverband der Personaldienstleister (GVP) angeschlossen. Zudem beteiligt Bankpower sich an der Initiative Fair Company zur fairen Bezahlung und Förderung von Praktikanten und Young Professionals.
Bankpower erzielte im Jahr 2018 einen Umsatz von ca. 62 Millionen Euro.